# Tanzânia nos Jogos Olímpicos de Verão de 1996
A Tanzânia participou dos Jogos Olímpicos de Verão de 1996 em Atlanta, Estados Unidos. A delegação foi composta por sete desportistas.

## Desempenho

### Atletismo
Masculino
| Atleta        | Evento   | Eliminatórias | Eliminatórias | Final    | Final |
| Atleta        | Evento   | Res.          | Pos.          | Res.     | Pos.  |
| ------------- | -------- | ------------- | ------------- | -------- | ----- |
| Marko Hhawu   | 10000 m  | 28:14.08      | 10º/bat. 1    | 28:20.58 | 12º   |
| Ikaji Salum   | Maratona |               |               | 2:25:29  | 69º   |
| Simon Qamunga | Maratona |               |               | 2:33:11  | 92º   |
| Julius Sumaye | Maratona |               |               | DNF      | DNF   |

Feminino
| Atleta                | Evento | Eliminatórias | Eliminatórias | Semifinais  | Semifinais  | Final       | Final       |
| Atleta                | Evento | Res.          | Pos.          | Res.        | Pos.        | Res.        | Pos.        |
| --------------------- | ------ | ------------- | ------------- | ----------- | ----------- | ----------- | ----------- |
| Restituta Joseph Kemi | 800 m  | 2:08.31       | 7º/bat. 4     | Não avançou | Não avançou | Não avançou | Não avançou |

### Boxe
| Atleta                 | Peso               | Fase de 32                 | Oitavas-de-final       | Quartas-de-final       | Semifinais             | Final                  | Final |
| Atleta                 | Peso               | Adversário e resultado     | Adversário e resultado | Adversário e resultado | Adversário e resultado | Adversário e resultado | Pos.  |
| ---------------------- | ------------------ | -------------------------- | ---------------------- | ---------------------- | ---------------------- | ---------------------- | ----- |
| Rashi Ali Hadj Matumla | Meio-médio-ligeiro | CAN P. Boudreault D 12–16  | Não avançou            | Não avançou            | Não avançou            | Não avançou            | =17º  |
| Hassan Mzonge          | Meio-médio         | LTU V. Karpačiauskas D 1–9 | Não avançou            | Não avançou            | Não avançou            | Não avançou            | =17º  |

Legenda
| Recorde mundial      | Recorde mundial (World record)               |                       | Recorde africano                      | Recorde africano (African) |                                           | Q | Classificado por posição (Qualified) |
| Recorde olímpico     | Recorde olímpico (Olympic record)            | Recorde da América    | Recorde da América (Americas)         | q                          | Classificado por melhor tempo (Qualified) |   |                                      |
| Melhor marca do ano  | Melhor marca do ano (World leading)          | Recorde asiático      | Recorde asiático (Asian)              | DNS                        | Não largou (Did not start)                |   |                                      |
| Recorde nacional     | Recorde nacional (National record)           | Recorde europeu       | Recorde europeu (European)            | DNF                        | Não terminou (Did not finish)             |   |                                      |
| Recorde pessoal      | Recorde pessoal do atleta (Personal best)    | Recorde da Oceania    | Recorde da Oceania (Oceania)          | DSQ / DQ                   | Desclassificado (Disqualified)            |   |                                      |
| Recorde da temporada | Recorde da temporada do atleta (Season best) | Recorde sul-americano | Recorde sul-americano (South America) | NM                         | Sem marca (No mark)                       |   |                                      |